# Henschia bulganicus
Henschia bulganicus är en insektsart som beskrevs av Dlabola 1965. Henschia bulganicus ingår i släktet Henschia och familjen dvärgstritar. Inga underarter finns listade i Catalogue of Life.